# Mount Deryugin
Mount Deryugin (russisch Гора Дерюгина Gora Derjugina) ist ein 2635 m hoher Berg im ostantarktischen Königin-Maud-Land. Er ragt aus der Vindegga in der Liebknecht-Kette des Alexander-von-Humboldt-Gebirges auf.
Entdeckt und anhand von Luftaufnahmen kartiert wurde er von Teilnehmern der Deutschen Antarktischen Expedition 1938/39 unter der Leitung des Polarforschers Alfred Ritscher. Neuerliche Kartierungen anhand weiterer Luftaufnahmen erfolgten bei der Dritten Norwegischen Antarktisexpedition (1956–1960) sowie durch sowjetische Wissenschaftler zwischen 1960 und 1961. Namensgeber ist der sowjetische Zoologe Konstantin Michailowitsch Derjugin (1878–1938) vom Arktischen und Antarktischen Forschungsinstitut. Das Advisory Committee on Antarctic Names übertrug die russische Benennung 1970 ins Englische.